# 蜂巢底尾鱈
蜂巢底尾鱈，為輻鰭魚綱鱈形目鼠尾鱈科的其中一種，分布於東大西洋茅利塔尼亞至幾內亞灣；西大西洋墨西哥灣及加勒比海海域，屬深海底棲性魚類，棲息深度770-2745公尺，體長可達46.5公分，生活習性不明。

## 扩展阅读
維基物種上的相關：蜂巢底尾鱈